# توني بيكون
توني بيكون (بالإنجليزية: Tony Bacon)‏ هو كاتب أمريكي، ولد في 1954.